# En Joan i la bruixa
En Joan i la bruixa (少年ジャックと魔法使い, Shōnen Jakku to Mahōtsukai) és un film d'animació japonès de fantasia i aventures de 1967. És el desè film produït per Tōei Animation (aleshores Tōei Dōga), i va ser produït per Jirō Sekimasa, Seiichi Moro i Takeshi Ariga, guionitzat per Shin'ichi Sekizawa i Susumu Takaku i dirigit per Taiji Yabushita. El director d'animació fou Akira Daikuhara.
En essència és una història original, tot i que té referències a l'estructura i noms dels personatges de les aventures del personatge arquetípic anglès Jack i Beowulf, també del folklore anglès. Al principi el film va tenir de títol provisional Fushigina Sekai no Daibōken (ふしぎな世界の大冒険, "Grans aventures a un món misteriós").
Es va estrenar als cinemes del Japó el 19 de març de 1967, mentre que a Catalunya va arribar en català el 2 de febrer de 1991 a TV3.

## Argument
El film comença amb una versió del poema èpic anglès del segle XIII Beowulf, en què un cavaller és condecorat pel seu valor per derrotar els dimonis. La història tracta sobre un nen que es diu Joan i els seus amics animals que lluiten contra Grendel i el seu grup de bruixes que busquen omplir el món de dimonis i esclavitzar nens convertint-los en harpies.

## Doblatge
| Personatge | Japonès        | Català              |
| ---------- | -------------- | ------------------- |
| Joan       | Meiko Nakamura | Aurora García       |
| Grendel    | Hisano Yamaoka | Maria Lluïsa Magaña |